# 703. Infanterie-Division
La 703. Infanterie-Division fu una divisione dell'esercito tedesco attiva durante la seconda guerra mondiale, che venne creata nel marzo 1945 e fu schierata lungo il fronte occidentale dove fu distrutta nel maggio dello stesso anno.

## Storia
La divisione fu costituita il 22 marzo 1945, racchiudeva le poche forze schierate in difesa del settore della fortezza IJmuiden (Festung IJmuiden), una zona dell'isola di IJmuiden, nei Paesi Bassi, che venne rasa al suolo per creare apprestamenti difensivi. La divisione era formata da un battaglione turkmeno Turk. Bataillon 787, il Grenadier Regiment 219  e qualche elemento della Kriegsmarine del 10.Schiffs-Stamm Abteilung di base a Zandvoort (e anche il 24. inquadrato in un altro reggimento secondo altre fonti), ed era inquadrata nella 25. Armee. La successiva offensiva del British Army non ebbe difficoltà a travolgere queste così scarne difese.

## Ordine di battaglia
La divisione era costituita dai seguenti reparti:
- Grenadier-Regiment 219 = 10. Schiffsstamm-Abteilung
- Grenadier-Regiment 495 = Turk. Bataillon 787
- Grenadier-Regiment 579 = 24.Schiffsstamm-Abteilung
- Fusilier-Bataillon 703 = Teile 24. Schiffsstammabteilung
- Panzerjäger-Abteilung 973
- Divisionseinheiten 1973

## Comandanti
- Generalmajor Hans Hüttner (marzo 1945 - maggio 1945)[4]